# Termas de Caracalla (Dougga)
Las termas de Caracalla o de Licinio son un establecimiento termal romano del yacimiento arqueológico de Dougga (la antigua Thugga), en Túnez, en el suroeste del foro. Fue construido en el reinado de Caracalla (212-217) y por su tamaño es considerado uno de los más importantes establecimientos termales romanos del Magreb.

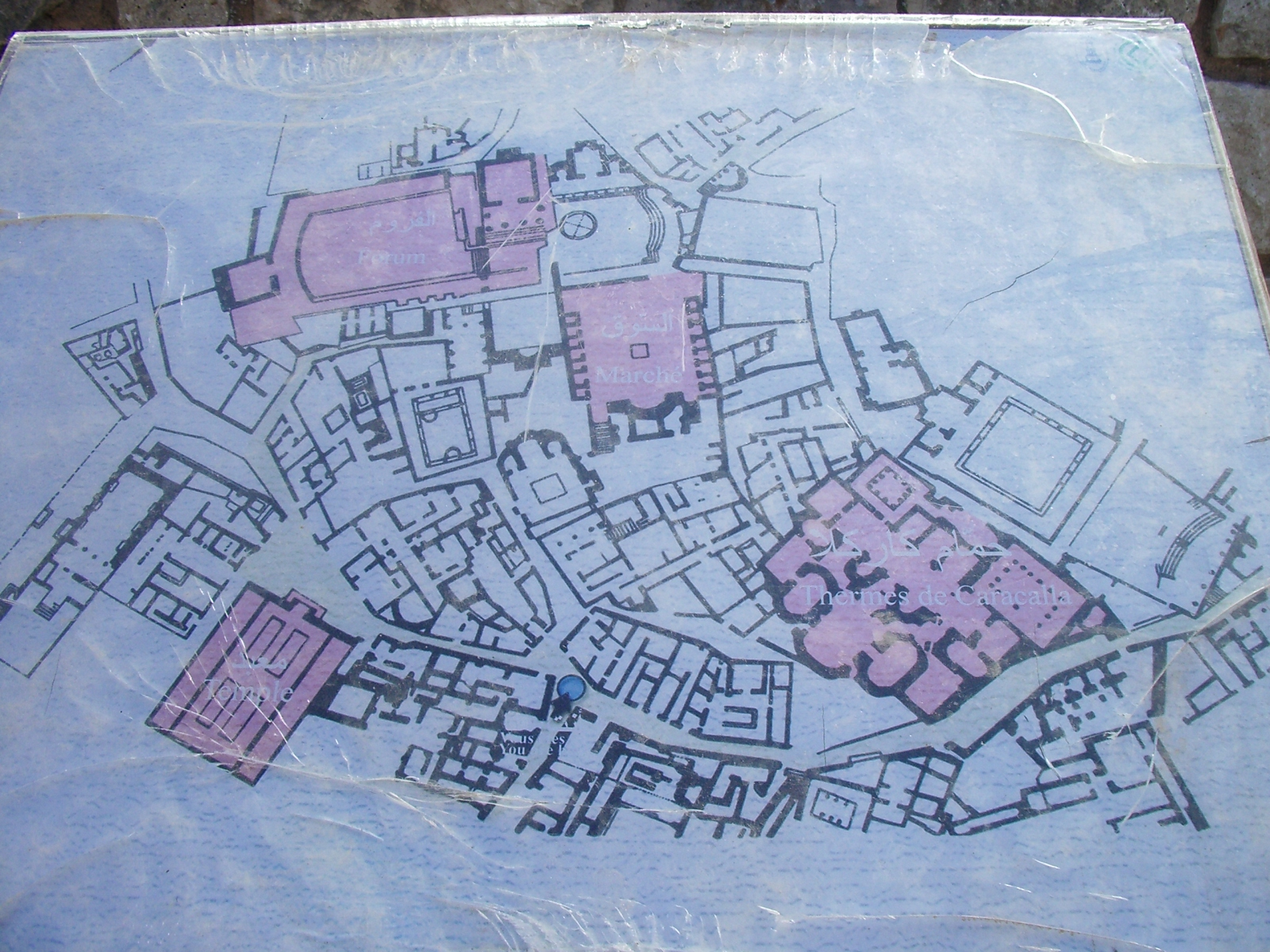
Plano de las ruinas de Dougga, con las termas en la parte derecha.

Tiene acceso por una puerta que da al atrio y de allí una gran escalera de 24 escalones conduce a una sala de entrada, de la que se pasaba a las diferentes salas de las termas: los vestíbulos, el apodyterium (vestuario ), el frigidarium (baños fríos), el elaeothesium (sala de masajes y de aceite), la palestra (sala de cultura física), el sudatorium (especie de sauna), el laconicum (sala seca), los caldara (sala de baños calientes, de las cuales había tres) y el tepidarium (sala de baños templados). Debajo de las salas calientes había un sótano de servicio. 